# Partit Catòlic (Bèlgica)
Partit Catòlic fou un partit polític belga constituït el 1869 com a Partit Catòlic Confessional (neerlandès Confessionele Katholieke Partij).

## Història
El 1852 es va fundar a Gant la Union Constitutionelle et Conservatrice, que es va crear a Leuven el 1854, i a Antwerpen i Brussel·les el 1858. Era una associació que només era activa durant les eleccions. L'11 de juliol de 1864 es va crear la Fédération des Cercles catholiques et des Associations conservatrices (neerlandès Verbond van Katholieke Kringen en der Conservatieve Verenigingen).
L'altre grup que va contribuir a la fundació cel partit eren els Cercles Catòlics, el més antic dels quals havia estat fundat a Bruges. Les conferències catòliques de Mechelen de 1863, 1864 i 1867 aplegaren els ultramontans o confessionals i els liberal-catòlics o constitucionals. Al Congrés de 1867 es va decidir crear una Lliga de Cercles Catòlics, que es va fundar el 22 d'octubre de 1868.
El Partit Catòlic, sota el lideratge de Charles Woeste, va guanyar per majoria absoluta les eleccions a la Cambra de Representants de Bèlgica de 1884 al Partit Liberal arran de la Schoolstrijd. Va mantenir la majoria absoluta fins a les eleccions de 1919. A les eleccions de 1921 es va presentar com a Union Catholique, i a les de 1936 com a Bloc Catholique. Després de la Segona Guerra Mundial el seu rol fou assumit pel seu successor, el Partit Social Cristià-Christelijke Volkspartij, que en la dècada de 1960 no va poder resistir la tendència cap a la federalització de les estructures de l'estat i del partit, i després de 1968 es va escindir en dues ales, el Partit Social Cristià (de parla francesa) i la Christen-Democratisch en Vlaams (CVP, de parla neerlandesa).

## Membres destacats
- Auguste Beernaert, Premi Nobel de la Pau el 1909.
- Alexandre de Browne de Tiège
- Jules de Burlet
- Paul de Smet de Naeyer
- Jules Vandenpeereboom
- Jules de Trooz
- Gustaaf Sap
- Frans Schollaert
- Charles de Broqueville
- Gérard Cooreman
- Henri Baels